# Cal Castellà (Balsareny)
Cal Castellà és una masia situada al municipi de Balsareny (Bages) inclosa en l'Inventari del Patrimoni Arquitectònic de Catalunya.

## Descripció
Conjunt de tres edificacions de construcció molt senzilla. La més gran correspon a l'habitatge de planta rectangular, de dues plantes, amb tres portes d'accés, les llindes de les quals són de fusta (excepte una que ha estat reformada i canviada per una biga). Algunes petites finestres també tenen la llinda de fusta. Les obertures de les finestres són emmarcades amb maó. una altra de les construccions és una pallissa amb coberta a dues aigües, construïda en pedra i amb totes les obertures emmarcades amb maó, així com les cantoneres.
Es tracta d'una petita masoveria, centre d'una petita explotació agrícola-ramadera, avui semiabandonada, utilitzada només com a coberts i magatzem.
És un exemplar prototípic d'arquitectura rural barata.